# Schafhof (Freudenberg)
Schafhof, auch Winden genannt, ist ein aufgegangener Wohnplatz auf der Gemarkung des Freudenberger Stadtteils Rauenberg im Main-Tauber-Kreis in Baden-Württemberg.

## Geschichte
Der Ort Schafhof, identisch mit Winden, wurde im Jahre 1194 erstmals urkundlich erwähnt, als ein Gotfried von Wineden genannt wurde. Im Jahre 1214 erfolgten dort namentlich bezeugte Schenkungen wie in Dürrhof. In den Jahren 1231/32 wurden Besitzungen der von Dürn und des Klosters Seligental erwähnt, 1245 der Bronnbacher Grangie, dann noch Güter der Herren von Tiefe die ans Kloster Bronnbach gelangten. Der Ortsname Winden ist bis zum Ende des 14. Jahrhunderts belegt.